# Chloormethylgroep

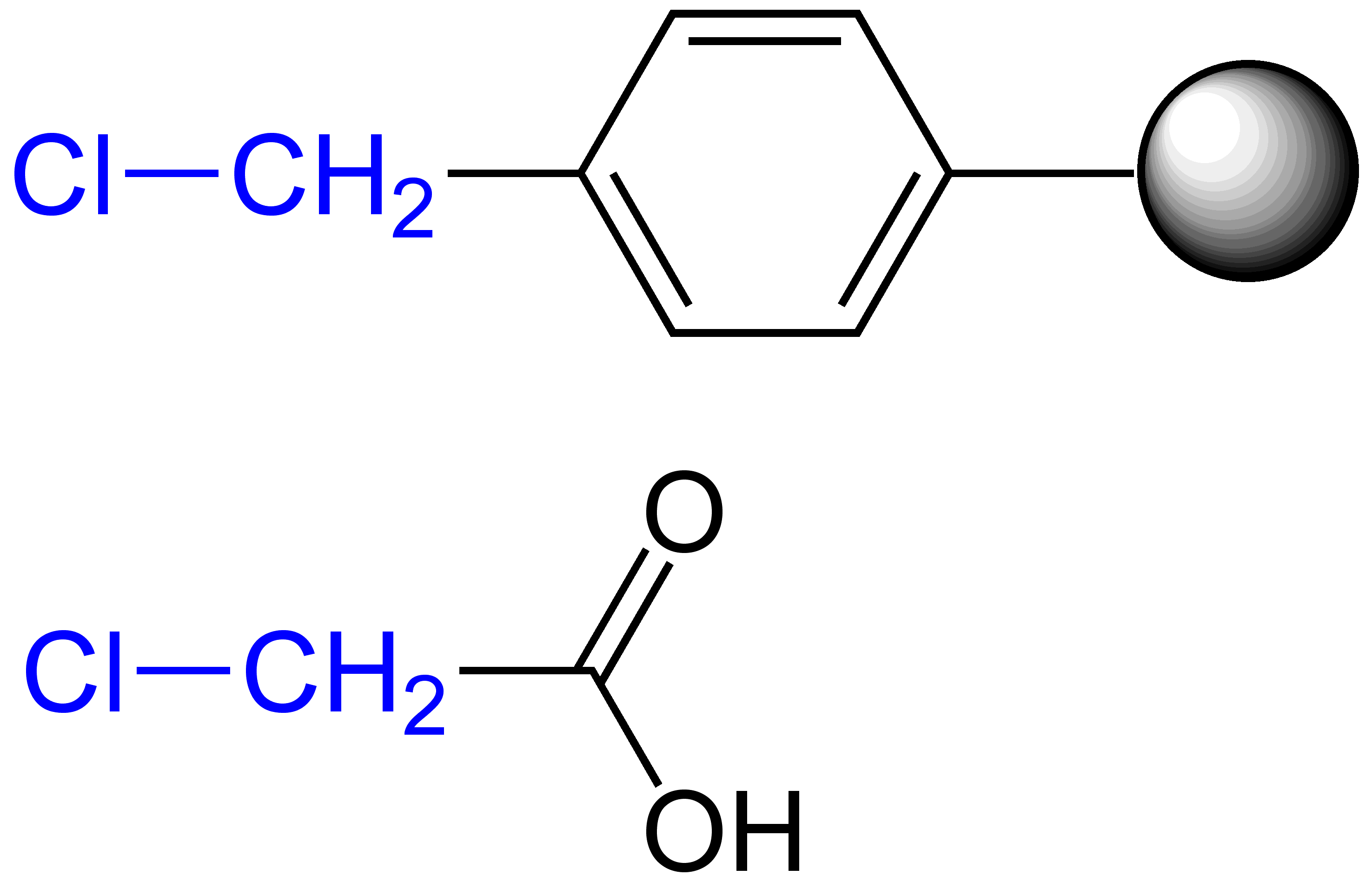
Algemene structuurformule van de chloormethylgroep (blauw), gekoppeld aan een aromaat (boven) en aan een carbonzuurgroep (chloorazijnzuur; onder).

De chloormethylgroep is een functionele groep in de organische chemie, afgeleid van een methylgroep en met algemene brutoformule -CH2Cl. Hierbij is een waterstofatoom uit de methylgroep vervangen door een chlooratoom. Chloormethoxymethaan is een reagens dat wordt ingegezet om een chloormethylgroep in te voeren in een molecule.

## Synthese
Aromatische chloormethylverbindingen kunnen bereid worden via de Blanc-chloormethylatie. Chloorazijnzuur kan gemaakt worden door azijnzuur te laten reageren met chloorgas in aanwezigheid van katalytische hoeveelheden azijnzuuranhydride of acetylchloride.